# العيساوية (ولاية المدية)
العيساوية، بلدية بدائرة تابلاط ولاية المدية الجزائرية.